# 671
671 (DCLXXI) je bilo navadno leto, ki se je po julijanskem koledarju začelo na sredo.

## Smrti
- Grimoald I. Beneventski, kralj Langobardov (* okoli 610)